# 다이타선
다이타선(일본어: 太多線)은 일본 기후현 다지미시의 다지미역부터 미노카모시의 미노오타역에 이르는 도카이 여객철도의 철도 노선(지방 교통선)이다.
주오 본선과 다카야마 본선을 잇는 철도. 연선은 택지화가 진행된 나고야나 기후와의 직통열차가 운전되는 통근 · 통학 노선으로 되고 있다.

## 노선 정보
- 관할 (노선 종별) : 도카이 여객철도 (제 1 종 철도사업자)
- 노선 거리 (영업 거리) : 17.8km
- 궤간 : 1067mm
- 역 수 : 8역 (기 · 종점역 포함)
  - 다이타선 한정된 경우, 기 · 종점역 (다지미 역은 주오 본선 · 미노오타 역은 다카야아 본선의 소속)이 제외되어, 8역이 된다.
- 복선 구간 : 없음 (전 노선 단선)
- 전선화 구간 : 없음 (전 노선 비 전선화)
- 폐색 방식 : 단선 자동 폐색식
- 종합 지령소 : 도카이 종합 지령소
- 최고속도 : 85km/h

전 구간이 도카이 여객철도 도카이 철도 사업 본부의 관할이다.
전 노선이 IC카드 'TOICA'의 이용 지역에 포함되어 있다. 이 선내에는 다지미 역과 미노오타 역에만 자동 개찰기가 설치되어 있어, 도중 역에는 간이 개찰기에 의해서 대응하고 있다.

## 역 목록
- 전 노선 기후현에 소재.

| 역 이름    | 일본어 이름 | 로마자 역명 | 역간 거리 | 영업 거리 | 접속 노선                                                                           | 소재지     |
| ---------- | ----------- | ----------- | --------- | --------- | ----------------------------------------------------------------------------------- | ---------- |
| 다지미     | 多治見      | Tajimi      | -         | 0.0       | 도카이 여객철도 주오 본선                                                           | 다지미시   |
| 고이즈미   | 小泉        | Koizumi     | 3.2       | 3.2       |                                                                                     | 다지미시   |
| 네모토     | 根本        | Nemoto      | 1.6       | 4.8       |                                                                                     | 다지미시   |
| 히메       | 姫          | Hime        | 3.1       | 7.9       |                                                                                     | 다지미시   |
| 시모기리   | 下切        | Shimogiri   | 1.5       | 9.4       |                                                                                     | 가니시     |
| 가니       | 可児        | Kani        | 3.4       | 12.8      | 나고야 철도 히로미 선 (신카니 역)                                                   | 가니시     |
| 미노카와이 | 美濃川合    | Mino-kawai  | 2.6       | 15.4      |                                                                                     | 미노카모시 |
| 미노오타   | 美濃太田    | Mino-ōta    | 2.4       | 17.8      | 도카이 여객철도 다카야마 본선 기후 방면으로 직통 있음 나가라가와 철도 에쓰미나미 선 | 미노카모시 |